# Peter Legat
Peter Legat (* 31. Mai 1958 in Klagenfurt) ist ein österreichischer Gitarrist und Komponist.

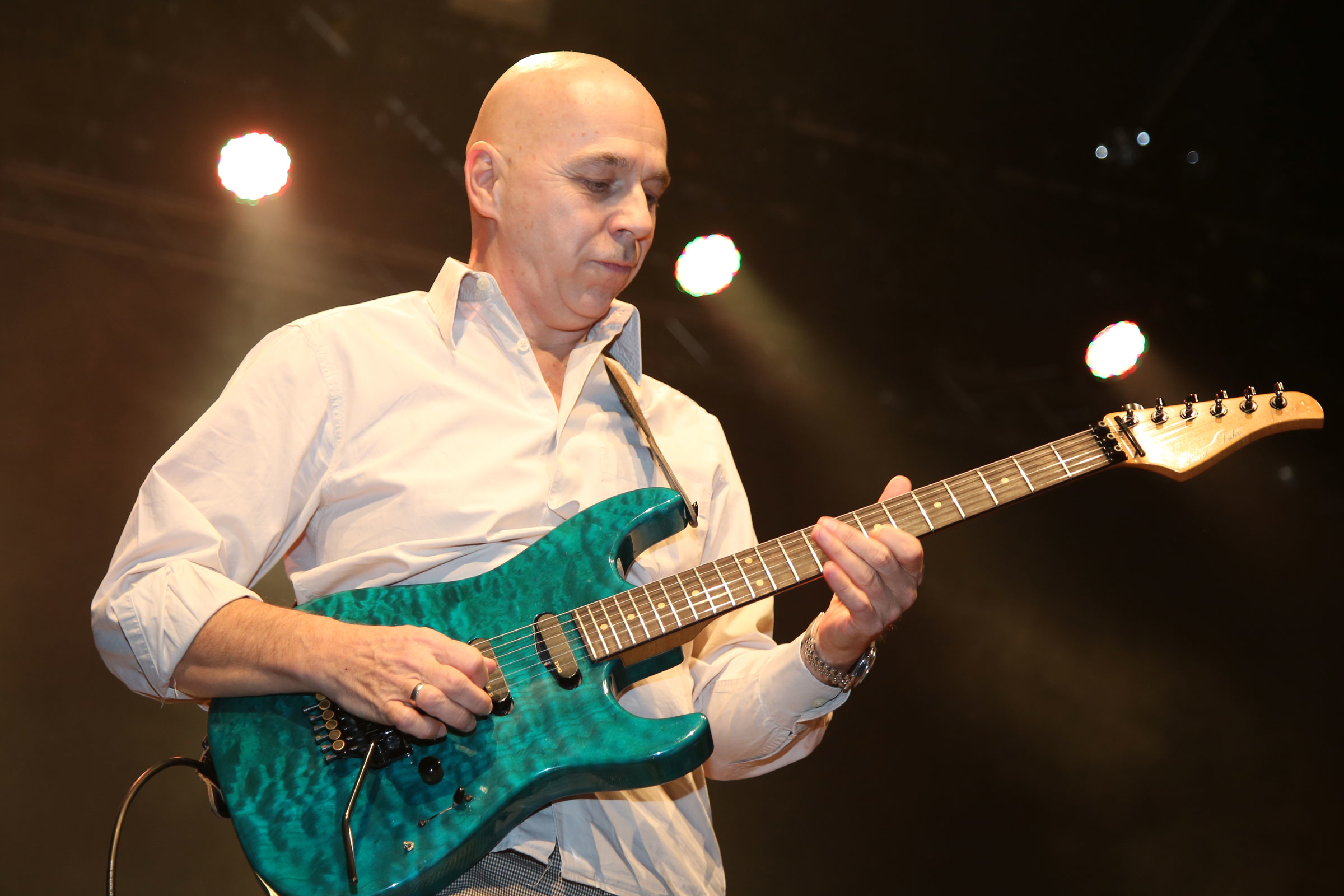
20 years Count Basic celebration at Vienna´s Gasometer

## Leben
1977 übersiedelt er nach Wien und begann zunächst ein Architekturstudium. Nachdem er die Aufnahmeprüfung am Konservatorium der Stadt Wien bestanden hatte, konzentrierte er sich ganz auf das Studium der Jazz-Gitarre, das er 1985 mit Auszeichnung abschloss. In dieser Zeit tourte er mit der Wiener Band Incognito (eine zufällige Namensgleichheit mit der englischen Formation) durch Österreich und produzierte die beiden Alben "Maracuja Uja" (1984) und "Nachmarkt" (1985).
Legat spielte in den 80er Jahren u. a. mit den Bands "Ostinato" und "Harri Stojka Express".
1993 gründete er Count Basic, eine Band, die in der Acid-Jazz und Soul-Szene angesiedelt ist. 2008 erhielt er für das Count Basic-Album "Love & Light" gemeinsam mit der Sängerin Kelli Sae den Amadeus Austrian Music Award für das beste Album in der Kategorie Jazz/Blues/Folk. 2008 erschien unter dem Titel "Team Legat" ein Album eines weiteren musikalischen Projektes.
Legat unterrichtete von 1994 bis 2023 E-Gitarre am Institut für Popularmusik der Universität für Musik und darstellende Kunst Wien.
Seit November 2023 ist er als Nachfolger von Harald Hanisch Präsident der Austrian Composers Association.